# Hirtella bullata
Hirtella bullata är en tvåhjärtbladig växtart som beskrevs av George Bentham. Hirtella bullata ingår i släktet Hirtella och familjen Chrysobalanaceae. Inga underarter finns listade i Catalogue of Life.